# Station Czerniejewo
Station Czerniejewo is een spoorwegstation in de Poolse plaats Szczytniki Czerniejewskie.